# Psamathe (måne)
Psamathe er en af planeten Neptuns måner: Den blev opdaget den 29. august 2003 af et hold astronomer under ledelse af David C. Jewitt, og fik lige efter opdagelsen den midlertidige betegnelse S/2003 N 1. Senere har den Internationale Astronomiske Union vedtaget at opkalde den efter nereiden Psamathe fra den græske mytologi. Månen Psamathe kendes desuden også under betegnelsen Neptun X (X er romertallet for 10).
Psamathe er en forholdsvis mørk, irregulær ("kartoffelformet") klode med en mørk overflade der kun tilbagekaster 16% af det lys der falder på den. Den kredser i en vidtstrakt, "aflang" (excentrisk) bane omkring Neptun, hvor den fuldfører ét omløb for hver knap 25 år.